# Jean-François Simonnot
Pour les articles homonymes, voir Simonnot.
Jean François Simonnot est un homme politique du XIXe siècle, député en 1815.

## Biographie
Jean François Simonnot est né à Chalon-sur-Saône le 10 septembre 1768 et mort le 24 septembre 1841 en son domicile de Dennevy. 
Il est secrétaire du directoire du département de 1791 à 1793, président de l'assemblée électorale en 1795, commissaire du gouvernement près l'administration municipale de Chalon en 1796, sous-préfet de cette ville (1800-1815), et il est élu le 13 mai 1815 représentant à la Chambre des Cent-Jours par le collège de département de Saône-et-Loire (73 voix, 163 votants, 266 inscrits).
En 1815, il quitte la vie parlementaire, et devient Secrétaire général du département de Saône-et-Loire, sous-préfet de Charolles de février 1819 à 1820.
Il est élu en 1831 sous le gouvernement de Juillet membre du conseil général de Saône-et-Loire, qu'il préside en 1833.

## Famille
Il est le fils de Jacques Simonnot, né à Châlon-sur-Saône le 18 mars 1741, avocat à la cour et de son épouse Marie Madeleine Salomon fille mineure au moment de son mariage (le 23 mars 1765) de François Salomon, receveur provincial des décimes de la généralité de Dijon. 
Son épouse est Jeanne Thérèse Perrot qui lui donne au moins un fils Jacques François Simonnot.
Les armes parlantes de la famille Simonnot de Chalon-sur-Saône sont : "D’azur à 6 moineaux d’or, 3,2 et 1" avec une variante "D’azur à 6 moineaux d’argent, 3,2 et 1".  

### Hommages
- Nommé chevalier de la Légion d'honneur le 18 janvier 1815[3].

## Sources
- « Jean-François Simonnot », dans Adolphe Robert et Gaston Cougny, Dictionnaire des parlementaires français, Edgar Bourloton, 1889-1891 [détail de l’édition]